# Compaq

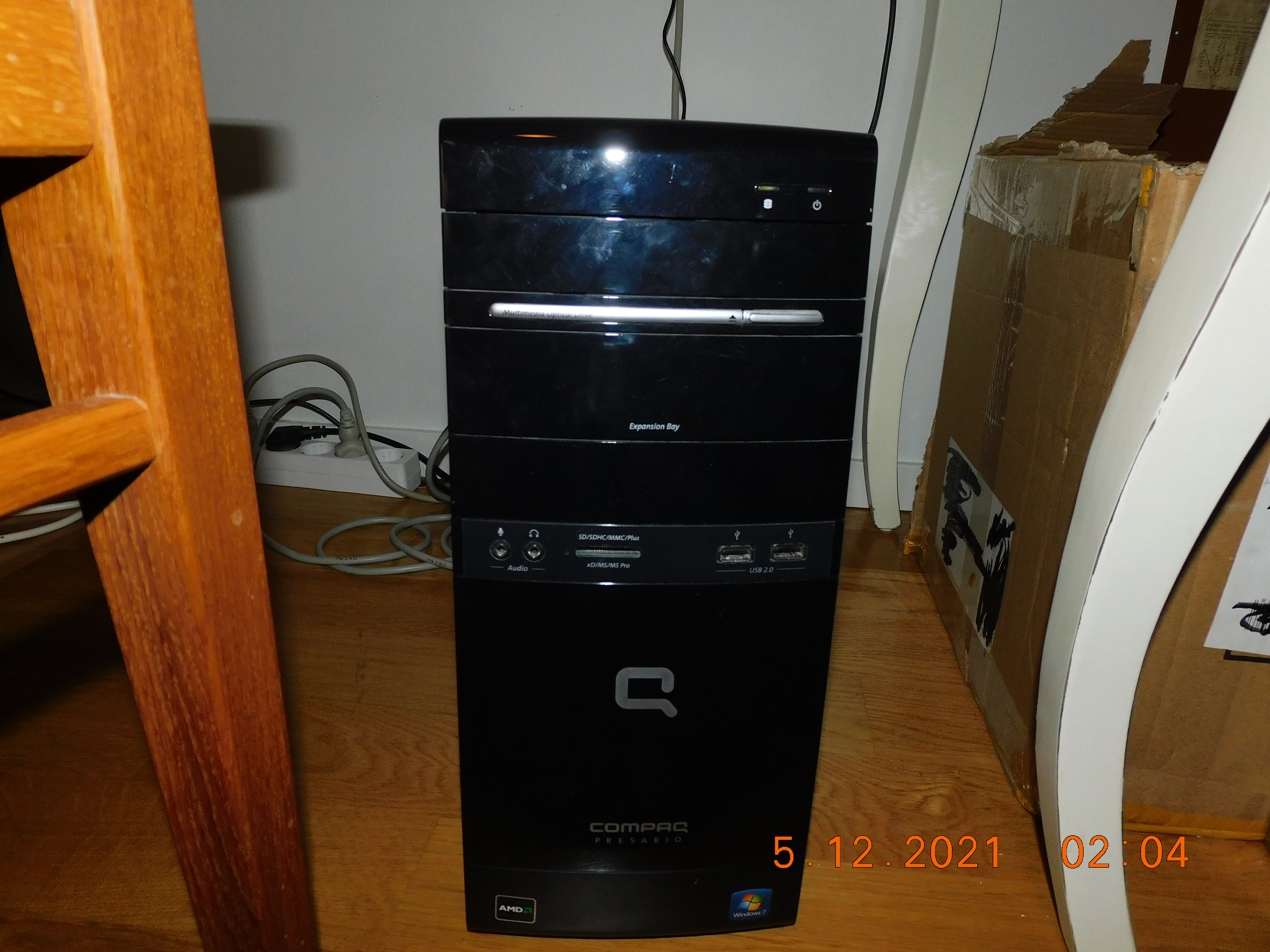
En stationär dator från Compaq. En Compaq Presario som levererades med Windows 7 och en AMD Processor.

Compaq Computer Corporation var ett amerikanskt datorföretag, grundat 1982. Compaq är efter en företagssammanslagning i september 2001 ett varumärke för Hewlett-Packard.
Företaget startades av Rod Canion, Jim Harris och Bill Murto som alla hade ett förflutet som höga chefer hos Texas Instruments.
Namnet Compaq är en sammanslagning mellan orden COMPatibility And Quality (sv: Kompatibilitet och kvalitet). Med kompatibilitet avsågs att Compaq var bland de första att tillverka så kallade IBM-kompatibla datorer. Kompatibiliteten möjliggjordes genom att man bland annat kopierade IBM:s BIOS genom så kallad Clean room reverse engineering (enwiki).

## Varumärket Compaq
Namnet Compaq används sedan sammanslagningen med Hewlett-Packard som ett varumärke för några av HP:s produktserier för stationära och bärbara datorer. Dessa serier är framförallt inriktade mot mindre företag och hemmakontor. Man har även behållit namnet Presario detta sammanhang, exempelvis "Compaq Presario SR5100 PC Series". Man marknadsför även tunna klienter, en del bildskärmar och andra tillbehör under varumärket Compaq.

## Produktserier i urval

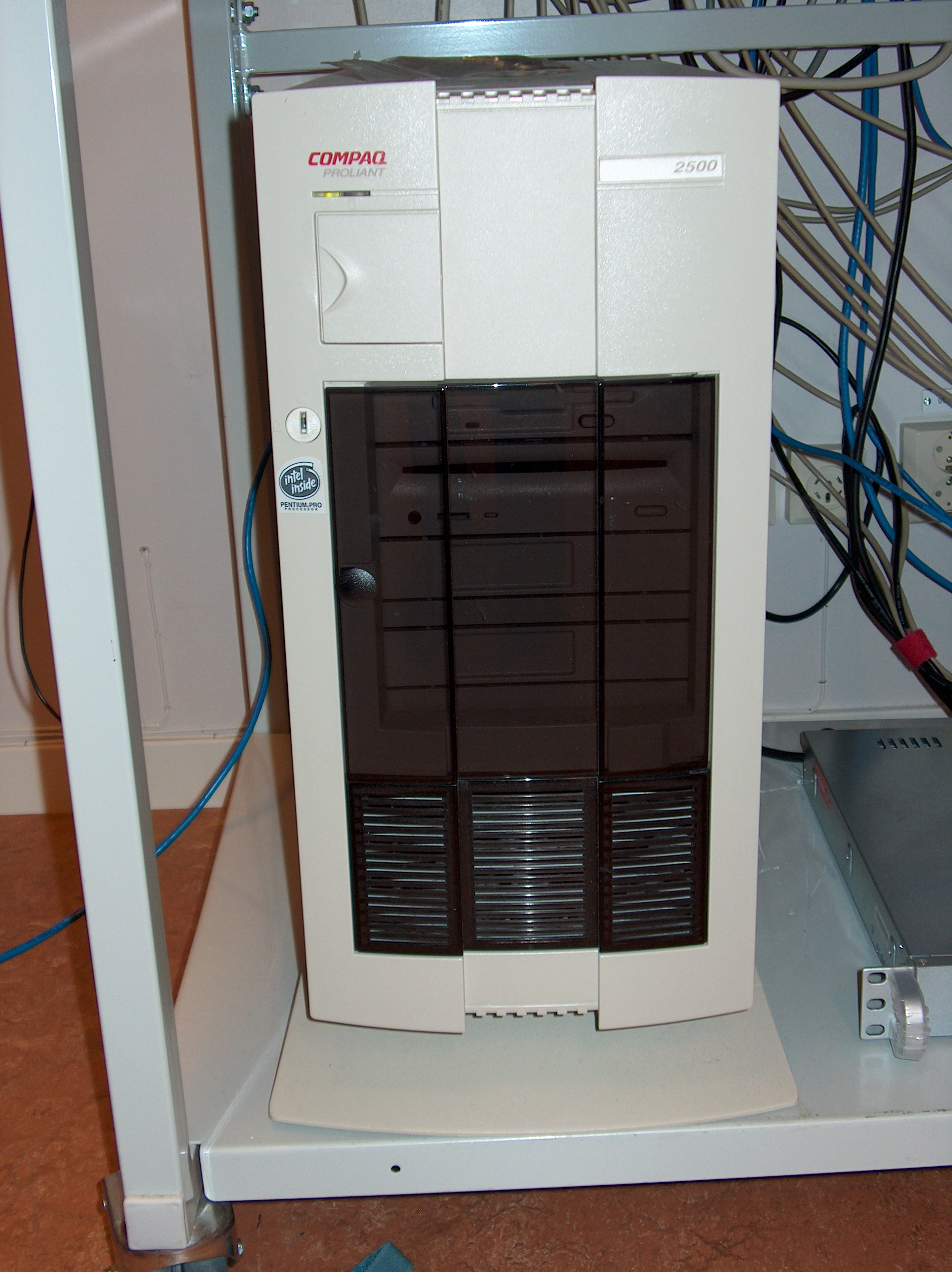
Compaq Proliant 2500, en av Compaqs standardservrar

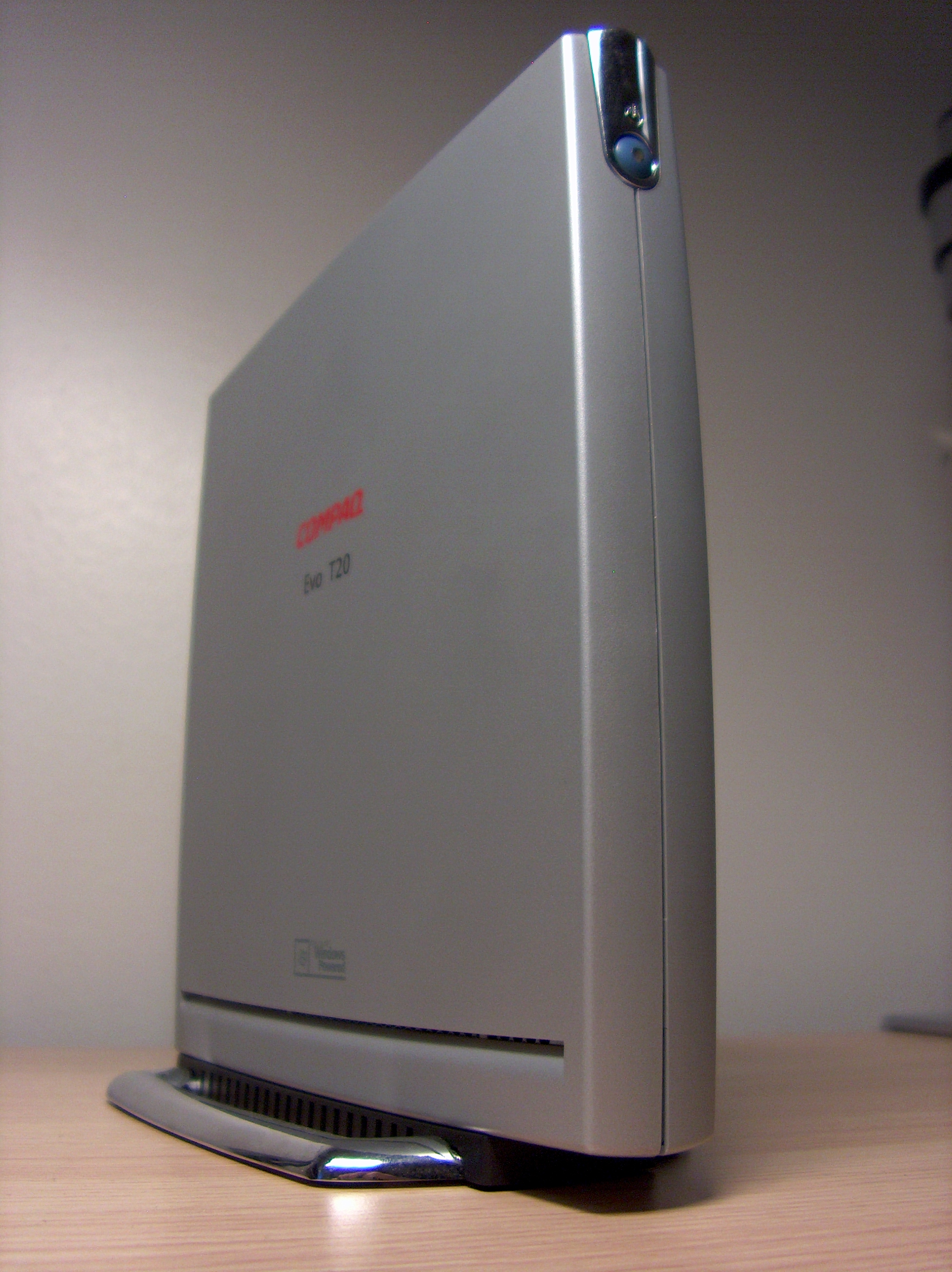
Compaq EVO T20, tunn klient

### Compaq Presario
Presario-serien är förmodligen Compaqs mest kända.
Den första Presario-datorn släpptes i början av 90-talet, då en allt-i-ett-dator, designmässigt liknande Apples äldre Macintosh-datorer, framförallt Performa 5200.
Serien har sedan dess utvecklats till en omfattande produktserie, som både innehåller bärbara och stationära datorer.
Datorerna är främst tänkta för multimedia- och spelbruk.
Presario-serien omfattar även en rad olika kraftfulla arbetsdatorer, populära som företagsdatorer.

### Compaq ProLinea
Compaq ProLinea var en serie billigare stationära datorer identiska med DeskPro tillverkade av Compaq under slutet på 1980-talet till 1996, de utrustades med intel 386, 486, Pentium eller Pentium Pro processorer upp till 200 MHz.

### Compaq DeskPro
Compaq DeskPro var en serie arbetsstationer Compaq släppte åren 1984-2000. Datorerna var oftast mycket kompakta och avsedda endast för kontorsbruk. Mycket få modeller i serien var utrustade med DVD-spelare, något Presario-serien begåvades med redan 1998.
DeskPro-serien var även Compaqs första stationära serie.
Några få modeller såldes som webbservrar med SCSI-hårddiskar och dubbla processorer.
Datorerna var mycket tysta och används därför än i dag som tunna klienter och datorer åt skolor.[källa behövs]
En speciell egenskap på de senare DeskPro-modellerna var att man kunde välja om de skulle vara liggande (desktop) eller stående (tower). Chassiet var byggt så att man kunde montera CD-ROM och diskettenheter för att passa båda typerna.

### Compaq LTE
Compaq LTE är en serie bärbara datorer Compaq riktat mot kontor och arbete.
Compaq satsar inte mycket på att LTE-datorerna ska vara ultraportabla, utan snarare robusta maskiner med starka komponenter, det vanliga för arbetsdatorer.
Den första modellen hette Compaq LTE/286 och släpptes under 80-talet.

### Compaq Contura
Compaq Contura var en serie bärbara datorer Compaq sålde under 80-talet och delar av 90-talet.
Contura-serien var, till skillnad från LTE-serien, riktad mot att vara så portabel som möjligt men ändå innehålla bra komponenter. Datorerna kännetecknades av den karakteristiska svarta färgen, det lilla tangentbordet, och, på senare modeller, styrpinnen i mitten av tangentbordet.
Datorerna innehöll Intel 80286, 80386 och 80486-processorer.

### Compaq ProLiant
Compaq ProLiant är Compaqs serie av servrar åt företag.
ProLiant-serien är en av världens mest populära servrar. De kännetecknas av likheten med vanliga datorer, den rejäla kylningen och, oftast, dubbla processorer.

### Compaq T-Series
T-serien är en serie tunna klienter med AMD Athlon och VIA-processorer.
Hastigheten varierar från cirka 800 MHz till 1600 MHz.
Som alla andra tunna klienter är dessa fläktlösa och därmed tysta.

### Compaq EVO
Compaq EVO är en produktserie bestående av stationära budgetdatorer, bärbara datorer och tunna klienter.
Datorerna använder sig av AMD Athlon ZP- och Intel Pentium III/Pentium 4 och Celeron-processorer, med undantag för de tunna klienterna som använde sig av VIA C3 och Transmeta Crusoe-processorer.
Evo-datorerna är oftast kompakta och rymmer en CD-läsare, en diskettstation och en hårddisk. Grafikkort, ljudkort och nätverkskort finns inbäddat på moderkortet. Dock finns två PCI-portar samt en AGP-port för utbyggnad av modem, bättre grafikkort/ljudkort etc.

## Övrigt
Compaq tillverkade även datorskärmar, tangentbord, trådlösa enheter och övriga datortillbehör.
Även ett antal skrivare har producerats.

### Design
Compaq använde sig fram till början på 2000-talet det vanliga färgschemat med vitt skal och silver/ljusgrå front, vilket var vanligt då, på sina stationära datorer och ett enkelt vitt färgschema på sina bärbara datorer.
Företaget började då med sitt välkända svart-silver-färgschema, vilket går ut på att datorns frontpanel är silver och skalet är svart. Bärbara datorer hade då antingen svart lock och silver-svart inre eller silverfärgat lock och svart-silver inuti.
År 2007 började Compaq med sitt nuvarande färgschema, vilket innebär helsvarta stationära datorer med blått neonljus och bärbara datorer i antingen silver med svarta detaljer (Standarddatorer) eller mörkgrått och svart (Multimediadatorer).
Skärmar är alltid blanksvarta och tangentbord följer ett vanligt schema (svart och silver) med många snabbknappar.
Compaq är kända för att i likhet med Dell och Packard Bell försöka göra sina datorer så säkra och lättanvända som möjligt (överklockning och liknande val är inaktiverade) och dessutom ha speciella öppningslösningar på sina chassin.
Dock har Compaq inte icke-standard-komponenter i datorn likt Dell och Packard Bell, som bland annat använder speciella kontakter för datorns frontpanel på moderkortet, vilket medför att användaren hindras från att byta ut komponenter i datorn.
Compaq har till skillnad från många andra datortillverkare valt att ha en extra stor kylfläns på processorerna istället för en mindre med fläkt. Detta gör dessa datorer avsevärt mycket tystare än många andra datorer. På de senare DeskPro-varianterna så kunde det dock sitta en fläkt i bakre delen på chassiet, bakom processorns kylfläns. Tack vare kylflänsens storlek så behövde fläkten inte gå speciellt hårt och ljudnivån blev därmed i alla fall tystare.

### Kuriosa
Under 80-talet använde Compaq reklam med Monty Python-kändisen John Cleese. Cleese gjorde ett stort antal komiska reklamfilmer i Monty Python-anda för Compaqs datorer. Många av dessa finns att beskåda på webbplatser som Youtube. Detta gjorde Compaq mycket populärt och var ett steg mot att bli världens största datortillverkare.
Compaq var en av huvudsponsorerna för F1-teamet Williams under ett antal säsonger. Efter sammanslagningen med HP 2002 tog HP över sponsoravtalet med stallet.